# Cory Williams
Pour les articles homonymes, voir Williams.
Cory Williams (né le 9 août 1993 à Los Angeles) est un coureur cycliste américano-bélizien. Il se distingue principalement sur les critériums américains, par ses qualités de sprinteur. Son frère Justin est également coureur cycliste.

## Palmarès
- 2013
  - Public Safety Criterium
- 2014
  - Barrio Logan Grand Prix
  - Torrance Criterium
  - Barry Wolfe Grand Prix
- 2015
  - Roger Millikan Memorial
  - 2e et 3e étapes du Tour de Murrieta
  - 3e étape de la San Dimas Stage Race
  - 3e du Tour de Murrieta
- 2016
  - Roger Millikan Memorial
- 2017
  - Carlos Soto Memorial
  - 2e étape du Tour de Murrieta
  - Ontario Mid Season Criterium
  - Manhattan Beach Grand Prix
- 2018
  - Ontario Icebreaker Grand Prix
  - Roger Millikan Memorial Criterium
  - 4e étape de la Sea Otter Classic
  - Ontario Season End Criterium
  - Crystal Cup
  - 3e du Dana Point Grand Prix
- 2019
  - 3e étape de la Valley of the Sun Stage Race
  - Brackett Grand Prix
  - Ontario End of Season Criterium
  - Manhattan Beach Grand Prix
  - 2e du Tour de Murrieta
- 2020
  - Santa Barbara County Road Race
  - 3e étape de la Valley of the Sun Stage Race
  - Tour de Murrieta :
    - Classement général
    - 1re étape
- 2021
  - Tulsa Tough :
    - Classement général
    - 2e étape

  - Littleton Twilight Criterium
  - Gateway Cup :
    - Classement général
    - 1re, 2e, 3e et 4e étapes

  - 2e du Pro Road Tour
- 2022
  - Majestic Criterium
  - 3e étape de la Valley of the Sun Stage Race
  - 2e étape de La Verne Stage Race
  - Tour de Murrieta :
    - Classement général
    - 1re et 2e étapes

  - 1re étape de la Sea Otter Classic
  - Manhattan Beach Grand Prix
- 2023
  -  Champion du Belize sur route
  - Tour de Murrieta :
    - Classement général
    - 1re étape

  - 4e étape de la Redlands Classic
  - Crystal Cup
  - 2e de la Holy Saturday Cross Country Cycling Classic
  - 2e du Gastown Grand Prix
- 2024
  -  Champion de la Caraïbe sur route
  -  Champion du Belize sur route
  -  Champion du Belize du contre-la-montre
  - Roger Millikan Memorial
  - Go Fast Upland Criterium
  - Eldo Race Series
  - 2e de la KREM New Year's Day Cycling Classic
  -  Médaillé de bronze du championnat de la Caraïbe du contre-la-montre
- 2025
  -  Champion du Belize sur route
  -  Champion du Belize du contre-la-montre
  - KREM New Year's Day Cycling Classic
  - 3e étape de la Valley of the Sun Stage Race
  - 2e du Manhattan Beach Grand Prix